# تدخلات الاتحاد السوفييتي الخارجية

الكتلة الشرقية

تدخل الاتحاد السوفيتي في دول أجنبية في عدة مناسبات، عبر تاريخه.

## غزو الصين (1934)
في العام 1934، كادت قوات ما تشونغ يينغ، بدعمٍ من حكومة الكومينتانغ لجمهورية الصين (1912–1949)، كادت أن تنتصر على العميل السوفييتي شنغ شيكاي في معركة أورومتشي (1933–1934) خلال تمرد كومول.
قبل ذلك، في العام 1929 كان ما تشونغ يينغ، وهو من قومية الهوي (المسلمة الصينية)، قد التحق بأكاديمية وامبوا العسكرية في نانجينغ، عندما كان يرأسها شيانج كاي شيك، الذي كان كذلك رئيس حزب الكومينتانغ وزعيم جمهورية الصين.
أُرسِل ما تشونغ يينغ إلى قانسو بعد تخرجه من الأكاديمية، وانخرط في تمرد كومول، إذْ حاول بدعم سري من حكومة الكومينتانغ الصينية، الإطاحةَ بالحكومة المحلية الموالية للاتحاد السوفييتي بقيادة الحاكم جين شورن ثم الحاكم شنغ شيكاي. غزا ما سنجان دعمًا للموالين لتمرد خانات كومول، وحصل على موافقة رسمية من الكومينتانغ وتكليفٍ باسم الفرقة 36.
مع نهاية العام 1933، انشق قائد مقاطعة هان الصينية الجنرال شانغ بييوان وجيشه من جانب حكومة المقاطعة لينضمّ إلى جانب ما تشونغ يينغ في خوض الحرب ضد حكومة المقاطعة وحاكمها جين شورن.
في العام 1934، عبر لواءان مؤلَّفان من 7,000 جندي تقريبًا من قوات المديرية السياسية المشتركة للدولة السوفييتية، مجهّزين بالدبابات، والطائرات، والمدفعية المزوّدة بغاز الخردل، عبَرا الحدود لمساعدة شنغ شيكاي في السيطرة على سنجان. حمل اللواءان اسما «ألتاييسكي» و«تارباكاتايسكي». تعرّض جيش شنغ المنشوري للهزائم المتتالية أمام تحالفٍ ضمّ جيش من إثنية الهان الصينية بقيادة الجنرال شانغ بييوان، والفرقة 36 بقيادة ما تشونغ يينغ. قاتل ما تحت راية حكومة جمهورية الكومينتانغ الصينية. حملت القوة السوفييتية-الروسية البيضاء المشتركة تسمية «متطوعي التاي». تنكر الجنود السوفييت ببدلات عسكرية لا تحمل شارات، وتوزّعوا في صفوف الروس البيض.
على الرغم من نجاحاته الأولية، هُزمت قوات شانغ عند مدينتيّ ينينغ وتاتشنغ، وبعد المعركة التي دارت قريبًا من ممرّ موزارت انتحر لكيلا يقع في الأسْر.
على الرغم من تفوّق السوفييت على الفرقة 36 على مستوى الجنود والتقنية العسكرية، فقد صُدّ هجومهم لمدة أسابيع وتكبّدوا خسائر فادحة. تمكّنت الفرقة 36 من منع القوات السوفييتية من إمداد شانغ بالمعدات العسكرية. كما تمكنت القوات المسلمة الصينية بقيادة ما شيه مينغ من صَدّ قوات الجيش الأحمر المتفوّقة عليهم بالمدافع الرشاشة، والدبابات، والطائرات لمدة 30 يومًا تقريبًا.
خلال الغزو، ذاع صيت ما هو شان، نائب قائد الفرقة 36، بانتصاراته على القوات الروسية.
في تلك المرحلة، كان شيانج كاي شيك على وشك إرسال هوانغ شانهونغ وقوات التدخل السريع التي حشدها لمؤازرة ما تشونغ يينغ ضد شنغ، ولكن عندما سمع شيانج بالغزو السوفييتي، قرر الانسحاب لئلا يتسبّب بأزمة دولية في حال اشتبكت قواته مباشرة مع السوفييت.

## حرب الشتاء (1939 – 1940)
بعد ثلاثة أشهر من اندلاع الحرب العالمية الثانية، وفي 30 نوفمبر 1939، غزا الاتحاد السوفيتي فنلندا، وانتهى الغزو بعد ثلاثة أشهر ونصف بمعاهدة سلام موسكو في 13 مارس 1940. واعتبرت عصبة الأمم الهجومَ غير قانوني وطردت الاتحاد السوفيتي من عصبة الأمم.
بدأ الصراع بسبب سعي السوفييت لاقتطاع بعض الأراضي الفنلندية، وقدموا عدة مطالب لفنلندا كان من بينها تنازل فنلندا عن مناطق حدودية كبيرة مقابل حصولها على أراضٍ في غيرها من الأماكن، بحجة الأسباب الأمنية –وبشكل أساسي لحماية لينينغراد، الواقعة على بعد 32 كيلو متر (20 ميل) من الحدود الفنلندية. رفضت فنلندا، ونتيجة لذلك غزا الاتحاد السوفييتي البلاد. تذهب العديد من المصادر إلى أن الاتحاد السوفييتي كان عازمًا على احتلال كامل فنلندا، ويدلّلون على ذلك بإنشاء السوفييت جمهورية فنلندا الشعبية الدمية والبروتوكولات السرية للاتفاق الألماني السوفييتي؛ إنما تعارض مصادر أخرى فكرة نية الاتحاد السوفييتي غزو كامل فنلندا. صدّت فنلندا هجوم السوفييت لأكثر من شهرين، وكبّدت الغزاة خسائر فادحة، في حين انخفضت درجات الحرارة إلى -43 درجة مئوية وسطيًا (-45 درجة فهرنهايت). بعد إعادة تنظيم صفوف الجيش السوفييتي وتبنيه تكتيكات مختلفة، أعادَ الهجوم في فبراير وتغلب على الدفاعات الفنلندية.
توقفت الأعمال القتالية في مارس 1940 على إثر توقيع معاهدة سلام موسكو. تنازلت فنلندا للاتحاد السوفييتي عن 11% من أراضيها، ومثّل ذلك 30% من اقتصادها. اتسمت الخسائر السوفييتية بفداحتها، وتضررت سمعة البلاد على الصعيد الدولي. فاقت المكتسباتُ السوفييتية مطالبهم قبل الحرب، وكسب الاتحاد السوفييتي أراضي شاسعة على ضفاف بحيرة لادوغا وفي شمال فنلندا. حافظت فنلندا على سيادتها، وعززت سمعتها دوليًا. دفع الأداءُ الضعيف للجيش الأحمر بأدولف هتلر للتفكير بأن هجومًا على الاتحاد السوفييتي قد يتكلل بالنجاح، كما عضّد المواقف الغربية السلبية عن الجيش السوفييتي. بعد 15 شهرًا من السلام المؤقت، في يونيو 1941، بدأت ألمانيا النازية عملية بارباروسا، ونشب القتال على الجبهة السوفييتية-الفنلندية في الحرب العالمية الثانية، والذي يُعرف كذلك باسم حرب الاستمرار.

## الحرب العالمية الثانية (1939 – 1945)
خلال الحرب العالمية الثانية، تبنّى الاتحاد السوفيتي سياسة الحياد حتى أغسطس 1939. ثمّ تلتها علاقات ودية مع ألمانيا بهدف تقسيم أوروبا الشرقية. ساعد الاتحاد السوفيتي في إمداد ألمانيا بالنفط والذخائر خلال اكتساح جيوشِها أوروبا الغربية بين مايو ويونيو من العام 1940. ورغم التحذيرات المتكررة، لم يشأ ستالين تصديق بأن هتلر كان يخطط لشنّ حرب شاملة على الاتحاد السوفيتي. وفي يونيو 1940، أصيب ستالين بالدهشة والعجز المؤقت عندما غزا هتلر الاتحاد السوفيتي. سرعان ما عقد ستالين اتفاقاتٍ مع بريطانيا والولايات المتحدة، وعززتها سلسلة من اجتماعات القمة. قدمت الولايات المتحدة وبريطانيا كميات ضخمة من المواد الحربية بموجب قانون الإعارة والتأجير. وكان هناك بعض التنسيق في العمل العسكري، لا سيما في صيف العام 1944.
في الفترة بين 1944 و1945، احتل الجيش الأحمر بشكل كلي أو جزئي كلًا مِن رومانيا، وبلغاريا، وهنغاريا، ويوغوسلافيا، وبولندا، وتشيكوسلوفاكيا، والنمسا، والدنمارك، وفنلندا، والنرويج.
وبموجب الاتفاق مع الحلفاء في مؤتمر طهران في نوفمبر 1943 ومؤتمر يالطا في فبراير 1945، دخل الاتحاد السوفيتي جبهة المحيط الهادئ للحرب العالمية الثانية بعد ثلاثة أشهر من يوم النصر في أوروبا. بدأ الغزو في 9 أغسطس 1945، بعد ثلاثة أشهر تمامًا من استسلام ألمانيا في 8 مايو (9 مايو، في الساعة 0:43 بتوقيت موسكو). على الرغم من بدء الغزو بين القصف الذري على هيروشيما، في 6 أغسطس، وقبل ساعات فحسب من القصف الذري على ناغازاكي في 9 أغسطس، فإن توقيت الغزو قُد خُطط له قبل ذلك بفترة طويلة، وتحدّد مساره وفقًا للاتفاقات في طهران ويالطا، والحشد طويل الأمد للقوات السوفيتية في الشرق الأقصى منذ مؤتمر طهران، وتاريخ استسلام ألمانيا قبل ثلاثة أشهر تقريبًا؛ في 3 أغسطس، أبلغ المارشال ألكسندر فاسيليفسكي رئيس الوزراء السوفيتي جوزيف ستالين أنه يمكنه بدء الهجوم في صباح يوم 5 أغسطس، إذا اقتضت الضرورة. وفي يوم 8 أغسطس 1945 في الساعة 11 مساءً بتوقيت ترانس-بايكال (ت ع م+10:00)، أبلغ وزير الخارجية السوفيتي فياتشيسلاف ميخائيلوفيتش مولوتوف السفير الياباني ناوتاكي ساتو أن الاتحاد السوفيتي قد أعلن الحرب على اليابان، وأنه ابتداءً من 9 أغسطس، تعتبر الحكومة السوفيتية نفسها في حالة حرب مع اليابان.